# Râul Surlău
Râul Surlău este un curs de apă, afluent al râului Suseni. 